# Austin Hobart Clark

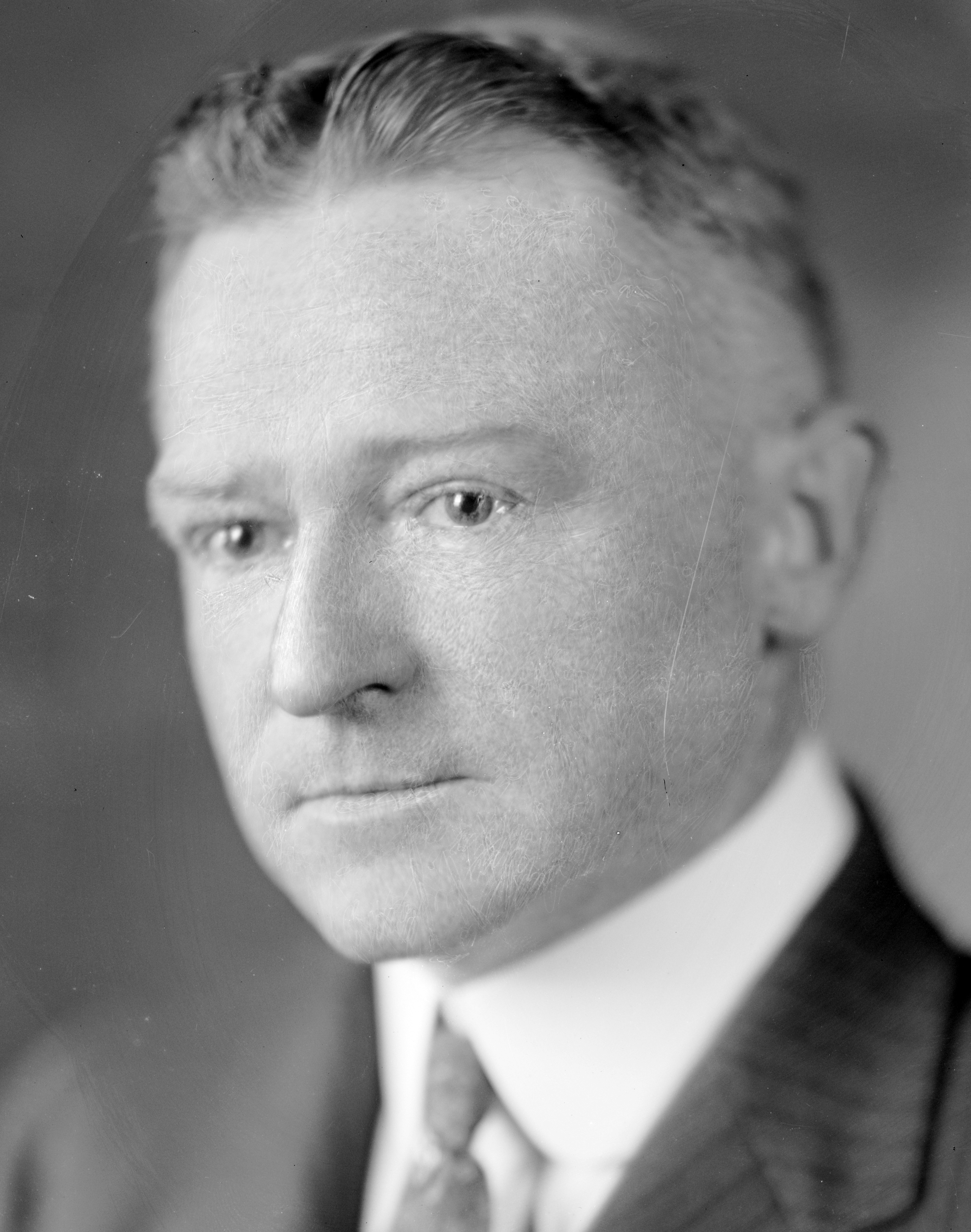
Austin Hobart Clark

Austin Hobart Clark (* 17. Dezember 1880 in Wellesley, Massachusetts; † 28. Oktober 1954 in Washington, D.C.) war ein US-amerikanischer Zoologe. Seine Forschung beinhaltete ein breites Spektrum an Themen, einschließlich Ozeanografie, Meeresbiologie, Vogelkunde und Insektenkunde.
Austin Hobart Clark wurde als Sohn des Bostoner Architekten Theodore Minot Clark und seiner aus Frankreich stammenden Frau Jeannette in Wellesley, Massachusetts geboren. 1903 erlangte er an der Harvard University seinen Bachelor-Abschluss. Er hatte fünf Kinder mit seiner ersten Frau Mary Wendell Upham, die er am 6. März 1906 heiratete. Mary starb im Dezember 1931 und Clark heiratete 1933 Leila Gay Forbes.
1901 organisierte Clark eine wissenschaftliche Expedition nach Isla Margarita in Venezuela. Von 1903 bis 1905 war er Forschungsleiter auf den Antillen. Von 1906 bis 1907 leitete er ein Forschungsteam auf der USS Albatross, einem Dampfschiff des U.S. Bureau of Fisheries. 1908 übernahm er einen Posten am National Museum of Natural History in Washington, D.C., den er bis zu seinem Ruhestand im Jahre 1950 bekleidete.
Clark hatte wichtige und unterschiedliche Funktionen in einer Vielzahl von Gelehrtengesellschaften, wie beispielsweise Präsident der Entomologischen Gesellschaft von Washington oder Vizepräsident der American Geophysical Union (Amerikanische Geophysikalische Vereinigung). Darüber hinaus leitete er den Pressedienst der American Association for the Advancement of Science.
Clark war Autor von über 600 Publikationen, die in Englisch, Französisch, Italienisch, Deutsch und Russisch verfasst wurden. Zu seinen bekanntesten Werken zählen Animals of Land and Sea (1925), Nature Narratives (zwei Bände, 1929 und 1931), The New Evolution (1930), Animals Alive (1948) und The Butterflies of Virginia (1951, zusammen mit seiner Frau Leila Gay Forbes Clark).
Mehrere Tierarten und Gattungen wurden von Austin Hobart Clark erstmals wissenschaftlich beschrieben, darunter der Guadeloupe-Ara (1905), die Martinique-Amazone (1905), der Dominica-Ara (1908), der Vielfarbensittich (1910), die Krustentiergattung Laomenes (1919) oder der Seestern Copidaster lymani (1948).

## Zitate
“Da wir keinen Beweis haben, einen Übergang zwischen Fossilien und lebenden Gruppen anzuzeigen, sollten wir notwendigerweise annehmen, dass solche Zwischenglieder nie existierten.” Austin Hobart Clark 1930
„Soweit es die hauptsächlichsten Tiergruppen betrifft, scheinen die Anhänger der Schöpfungsidee das bessere Argument für sich zu haben. Es ist nicht das geringste Anzeichen dafür vorhanden, dass irgendeine der Hauptgruppen aus einer anderen entstanden ist. Jede ist eine besondere Tiergesamtheit, deren Angehörige unter sich enger verwandt sind und daher als eine besondere, unterschiedliche Schöpfung erscheinen.“ (Der Mensch...) „Er trat plötzlich in Erscheinung, im wesentlichen in derselben Form die er heute noch hat.“ Austin Hobart Clark 1929

## Werke
- mit F. O. Morris: A history of British butterflies. 6. Auflage, London 1890 doi:10.5962/bhl.title.15910
- A monograph of the existing crinoids. Washington 1915 doi:10.5962/bhl.title.1326
- Animals of land and sea. New York 1925 doi:10.5962/bhl.title.4878
- The new evolution; zoogenesis. Baltimore 1930 doi:10.5962/bhl.title.4537